# Staedtler
Staedtler SE, conocida simplemente como Staedtler, es una compañía alemana con presencia internacional fabricante de instrumentos de escritura y de dibujo profesional. Cuenta con 20 subsidiarias y siete plantas de producción en todo el mundo.

## Historia

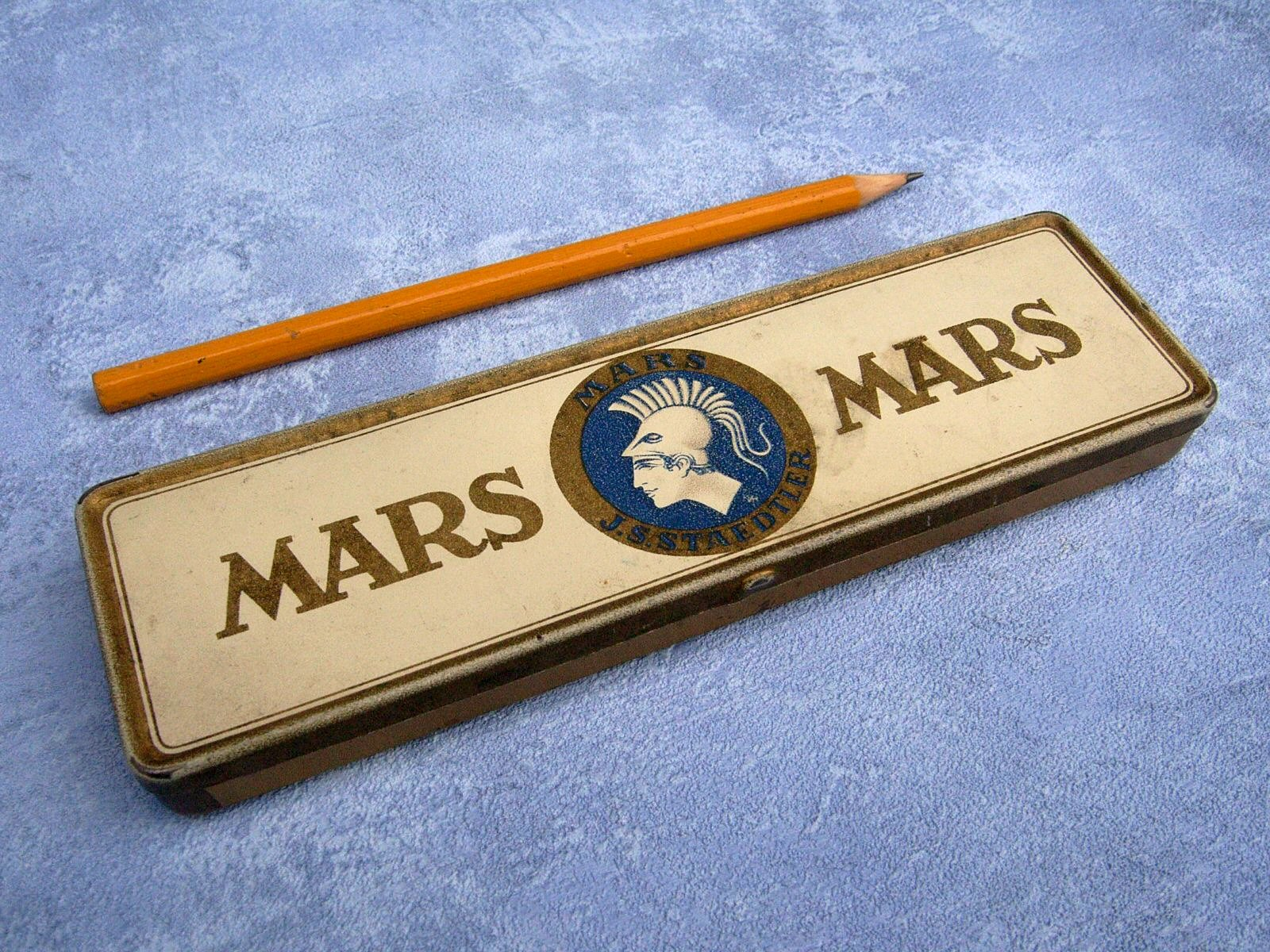
Lápiz de la marca Mars.

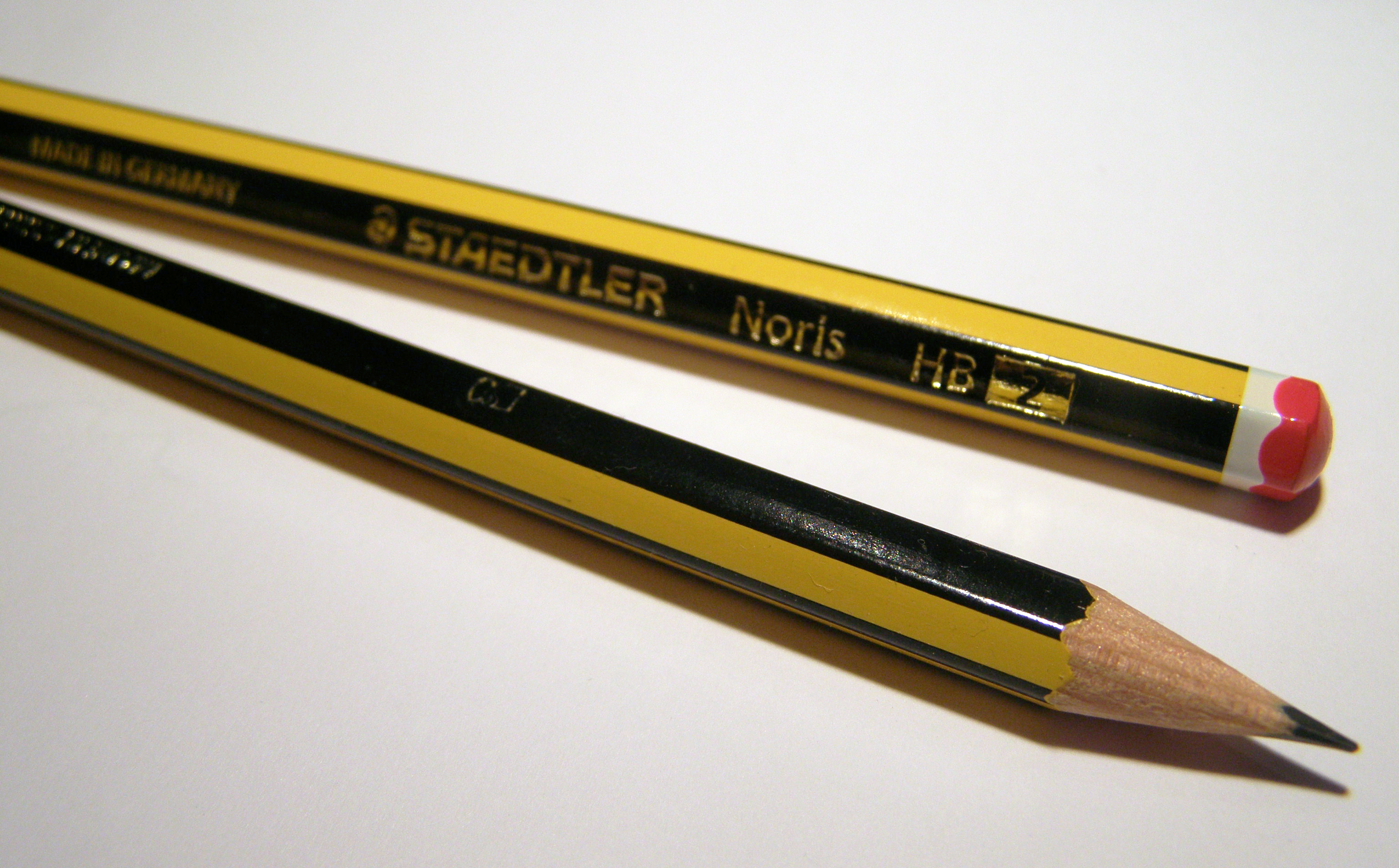
Lapiceros Staedler de madera, con su clásica presentación de franjas negras y amarillas.

El uso del nombre Staedtler se remonta al de 1662, año en que se hace referencia a Friedrich Staedtler como un artesano fabricante de lápices. El 3 de octubre de 1835 Johann Sebastian Staedtler obtuvo el permiso del consejo municipal para producir carboncillo, sanguina y lápices pastel en su planta, fundando así la empresa J. S. Staedtler.
Hacia 1886, la compañía contaba con 54 empleados y producía 2 160 000 lápices al año. Posteriormente, entre 1900 y 1901 se crearon las marcas Mars y Noris. En 1922 se estableció una subsidiaria en Nueva York, Estados Unidos y, en 1926, otra en Japón. En 1937 se cambió el nombre de la compañía a Mars Pencil and Fountain Pen Factory y la producción se expandió a la fabricación de instrumentos mecánicos de escritura.
En 1949 comenzó la producción de bolígrafos, que tuvieron una amplia aceptación, siendo usados en lugar de las plumas fuente (aunque actualmente Staedtler aún fabrica este tipo de plumas).
El control de la empresa estuvo a cargo de la familia Kreutzer desde el siglo XIX hasta finales del siglo XX.

## Productos

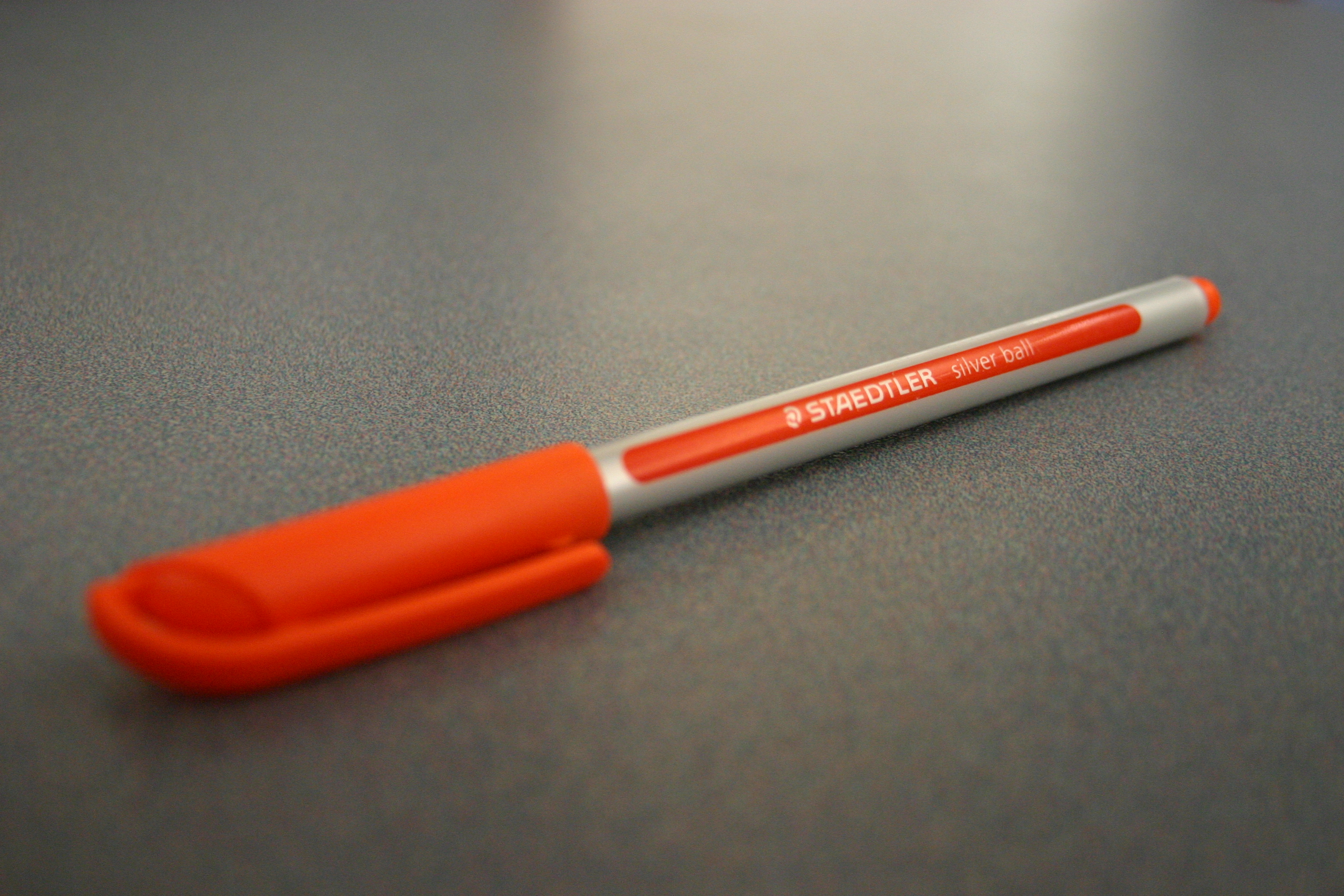
Bolígrafo Silver Ball de Staedtler.

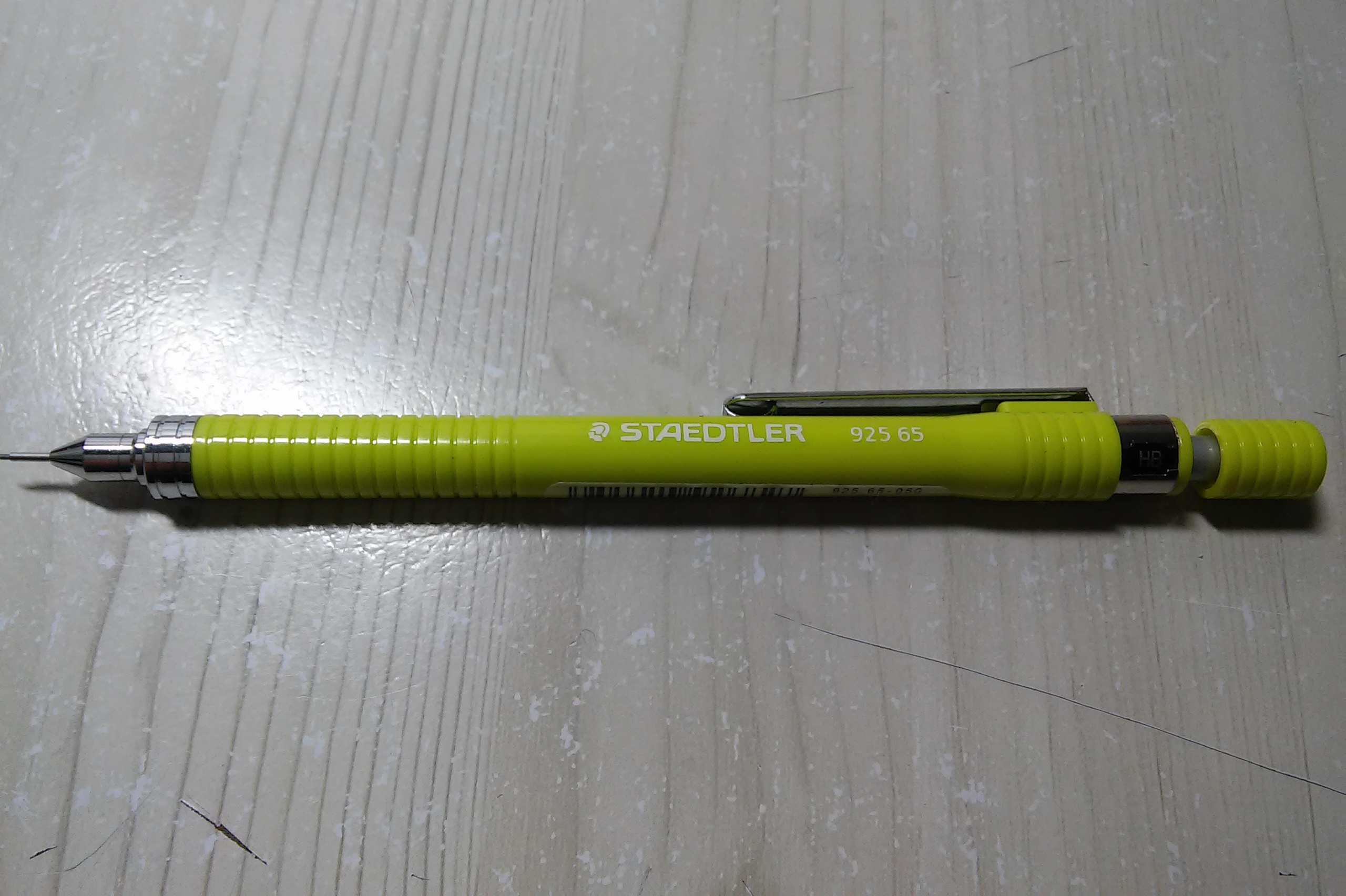
Staedtler 925 65.

Staedtler ofrece una amplia gama de artículos de escritura y dibujo, tanto para uso privado como profesional. Los productos están enfocados tanto a escolares y estudiantes de todo tipo, como también a especialistas que necesitan instrumentos precisos en su profesión.
Recientemente se ha introducido la variedad Triplus de la compañía. De diseño ergonómico, los objetos de escritura son de sección triangular, y se presentan en una caja articulada patentada que se dobla, convirtiéndose en el expositor de estos objetos.
En la actual variedad Triplus se incluyen lápices, bolígrafos, rotuladores de gel, marcadores, lápices de colores, bolígrafos de punta de fibra y lápices mecánicos. También se puede encontrar un conjunto que comprende un portaminas negro, un bolígrafo azul, un marcador amarillo, y un lápiz mecánico en una caja Triplu con una regla.
Staedtler ganó el Premio Punto Rojo en 2011 por su diseño Triplus.
La gama de productos incluye más de tres mil referencias diferentes que pueden categorizarse en los siguientes segmentos:
- Lápices de grafito y de color recubiertos de madera.
- Lápices mecánicos y minas para lápices mecánicos.
- Gomas.
- Instrumentos de escritura modernos (delineadores, lapiceros, lapiceros de gel, marcadores, compases, productos de dibujo técnico y accesorios).

Los lápices de grafito y madera se comercializan con cinco grados de dureza (de más blando a más duro), según un código de colores pintado en un extremo: #1 (negro) // #2 (rojo) // #3 (azul) // #4 (verde)